# هیدروکسی آلفا سانشول
هیدروکسی آلفا سانشول (به انگلیسی: Hydroxy alpha sanshool) با فرمول شیمیایی C۱۶H۲۵NO۲ یک ترکیب شیمیایی با شناسه پاب‌کم ۱۰۰۸۴۱۳۵ است. که جرم مولی آن ۲۶۳٫۱۹ g/mol می‌باشد.